# 佐藤文香
佐藤 文香（さとう あやか、1985年6月3日 - ）は、日本の俳人、詩人、作家。

## 略歴
兵庫県神戸市生まれ。父は日本語学者の佐藤栄作。1997年、愛媛県松山市に転居。1998年より句作を開始。2002年、愛媛県立松山東高等学校在学中に第五回俳句甲子園にて団体準優勝、「夕立の一粒源氏物語」が最優秀句に選ばれる。2004年、早稲田大学に入学、早大俳句研究会に入会。また2006年1月より月刊俳句同人誌「里」に参加。2005年、上田信治、谷雄介とともに俳句ユニット「ハイクマシーン」を結成（2007年に谷が抜け、2012年に解散）。2006年、第二回芝不器男俳句新人賞にて対馬康子審査員奨励賞を受賞。
2008年、早稲田大学第一文学部日本文学専修卒業。第一句集『海藻標本』を出版。2009年、同句集により宗左近俳句大賞を受賞。2010年より太田ユリ、石原ユキオとともに「期間限定短詩系女子ユニットguca」を結成（2012年解散）。2012年、同人誌「鏡」入会。2014年、「クプラス」創刊編集人。同年に詩集『新しい音楽をおしえて』と第二句集『君に目があり見開かれ』を同時期に刊行する。
2017年、アンソロジー『天の川銀河発電所』を編集刊行。1968年以降生まれの現代俳人を「おもしろい」「かっこいい」「かわいい」の3カテゴリーに分けて紹介した。また2016年の『俳句を遊べ！』では、季語からの連想ゲームの方式で取り合わせの言葉を探る「打越マトリクス」という作句法を紹介している。2024年、詩集『渡す手』で中原中也賞受賞。
代表句に「少女みな紺の水着を絞りけり」（『海藻標本』）「手紙即愛の時代の燕かな」（『君に目があり見開かれ』）など。池田澄子に私淑、のち師事。

## 著書
単著
- 第一句集『海藻標本』（2008年、ふらんす堂）
- 『詩集 新しい音楽をおしえて』（2014年、マイナビ）
- 第二句集『君に目があり見開かれ』（2014年、港の人）
- 小説『そんなことよりキスだった』左右社、2018.12
- 第三句集『菊は雪』（2021年、左右社）
- 『詩集　渡す手』思潮社、2023
- 第四句集『こゑは消えるのに』港の人 2023

共著
- 新撰21（共著、2010年、邑書林）
- 『おやすみ短歌 三人がえらんで書いた安眠へさそってくれる百人一首』枡野浩一,pha共編著、実生社、2023.11

編著
- 『大人になるまでに読みたい 15歳の短歌・俳句・川柳 ②生と夢』（ゆまに書房、2016年）ISBN 978-4-8433-4918-2
- 『俳句を遊べ！』（小学館、2016年）ISBN 978-4-0910-4212-5
- 『天の川銀河発電所 Born after 1968 現代俳句ガイドブック』（左右社、2017年）ISBN 978-4-86528-180-4

監修
- ぼくらの17-ON!（アキヤマ香著の漫画、俳句監修担当、双葉社『JOURすてきな主婦たち』掲載）

## 出演番組
- ことばの音色（FM愛媛）
- つぶや句575（NHKラジオ第1）
- 高校生たちの十七音〜俳人・佐藤文香の見た俳句甲子園〜（2012年8月27日、南海放送ラジオ）[1]
- 俳句王国がゆく（2013年2月、NHK教育テレビ）